# Италиански бомбардировки на Палестина
Италиански бомбардировки над Палестина през Втората световна война, които започват през юли 1940 г., са част от италианските усилия за удар срещу Великобритания и Общността на нациите. Бомбардировките над Британския мандат в Палестина са концентрирани главно в Тел Авив и Хайфа.
От тези атаки страдат и множество крайбрежни градове. До 9 септември 1940 г. тези бомбардировки над Тел Авив причиняват 137 жертви. В средата на октомври 1940 г. италианските бомбардировачи започват атаки и над Бахрейн.